# ノース・アトランティック・リーグ
ノース・アトランティック・リーグ（North Atlantic League）は、アメリカ合衆国及びカナダを拠点に活動していたプロ野球の独立リーグ。

## 概要
1946年から1950年は、マイナーリーグとして活動していた。
1995年に、独立リーグとして再び活動を開始した。
しかし、1996年のリーグ戦終了後、僅か2年で解散となった。

## リーグ構成球団

### リーグ解散時のチーム
| チーム                           | 英名                   | 参加年 | 本拠地                       | 備考                          |
| -------------------------------- | ---------------------- | ------ | ---------------------------- | ----------------------------- |
| ウェランド・アクアダックス       | Welland Aqua-Ducks     | 1995   | オンタリオ州ウェランド       |                               |
| ナシュア・ホークス               | Nashua Hawks           | 1995   | ニューハンプシャー州ナシュア |                               |
| ニューアーク・バージバンディッツ | Newark Barge Bandits   | 1995   | ニューヨーク州ニューアーク   |                               |
| アルトゥーナ・レイルキングス     | Altoona Rail Kings     | 1996   | ペンシルベニア州アルトゥーナ | →ハートランド・リーグへ移籍   |
| キャッツキル・クーガーズ         | Catskill Cougars       | 1996   | ニューヨーク州キャッツキル   | →ノースイースト・リーグへ移籍 |
| マサチューセッツ・マッドドッグス | Massachusetts Mad Dogs | 1996   | マサチューセッツ州リン       | →ノースイースト・リーグへ移籍 |

### 過去に加盟していたチーム
| チーム                         | 英名                   | 参加年 | 脱退年 | 本拠地                             | 備考 |
| ------------------------------ | ---------------------- | ------ | ------ | ---------------------------------- | ---- |
| ナイアガラフォールズ・マラーズ | Niagara Falls Mallards | 1995   | 1995   | ニューヨーク州ナイアガラフォールズ |      |

## 歴代リーグ優勝チーム
- 1995年 ニューアーク・バージバンディッツ
- 1996年 マサチューセッツ・マッドドッグス（※プレーオフでは、キャッツキル・クーガーズが勝利）